# Conura tarsalis
Conura tarsalis är en stekelart som först beskrevs av William Harris Ashmead 1904.  Conura tarsalis ingår i släktet Conura och familjen bredlårsteklar. Inga underarter finns listade i Catalogue of Life.